# Џинму
Цар Џинму (јап. 神武天皇) био је оснивач јапанске царске лозе и државе. Џинму Тено или Каму-јамато-ихаре-бико, што је његово право име, у историјским делима Коџики и Нихон шоки преведено је као божанска владавина богиње Сунца Аматерасу у њеном земаљском царству.
Прича о Џинмуновој владавини је прича о походу, која умногоме личи на јеврејску Књигу судија. Сличност се огледа у томе што прича о Џинму наглашава божанску природу Џимнуове мисије и посебно место Јапана у свету. Западни историчари и савремени јапански историчари углавном верују да је прича о Џинму легендарна. Упркос томе, већина јапанске културне историје почива на веровању у истиности ове приче о оснивању јапанске државе. Међутим, независно какав Џинму има статус у историји, сигурно је да се Јамато клан проширио на исток и доминирао великом територијом која је била под контролом других кланова. Овај Јамато клан постаје царски клан и успоставио је царску владавину која траје и данас.
Званична јапанска традиција 660. годину пре н.е. узима за почетак историје Јапана, а то је годину успешног завршетка Џинмуовог похода. Са својом пратњом, први јапански император предузео је поход са Кјушу на Хоншу, који је крунисан стварањем царства. Различита су виђења овог догађаја међу научницима − неки сматрају да је прва верзија о Џинмуовом походу на исток ради освајања Јамато, док други сматрају да поход везан за умиривање побуњених племена и њихово покоравање царској власти. Трећа претпоставка се односи на то да је царска породица пореклом са Кјушу и да је у првој половини IV века нове ере освојила Јапан и преместила престоницу у Јамато.